# Babyshambles
Babyshambles (Baby Shambles) é uma banda de indie-rock criada e liderada por Pete Doherty, ex-vocalista e guitarrista dos Libertines, expulso dela em 2004 depois de várias brigas com o guitarrista Carl Barât. A banda recebe muita atenção da mídia por causa dos constantes problemas de Pete Doherty com seu vício por drogas, que resultam em prisões e tentativas frustradas de reabilitação, pelo seu relacionamento amoroso com a modelo Kate Moss e pelo seu passado musical.
O Babyshambles lançou um álbum em 2005 "Down in Albion" que não recebeu boas criticas apesar da boa vendagem, e o disco conta inclusive com uma participação de Kate Moss nos vocais de La Belle et La Bete, e teve a produção do ex-Clash Mick Jones. Antes do lançamento Pete Doherty fez várias sessões com as músicas nas rádios, e essas sim, foram aclamadas. Uma delas "Fuck Forever", além de gerar bastante comentários pelo nome, foi considerada um dos maiores hinos da década e os fãs a cantavam em coro na entrada dos shows.
A formação da banda variou muito, Gemma Clarke na bateria; Patrick Walden guitarrista e co-autor de várias músicas como Fuck Forever, que saiu em dezembro de 2005: Ben Bailey, do Thee Unstrung, que apesar de nunca ter sido considerado integrante substituiu Patrick Walden em alguns shows: Scarborough Steve e os irmãos  Jamie e Peter Perrett Junior.  E hoje conta com Adam Ficek, Drew McConnell e Mik Whitnall, com eventuais participações do rapper Purple (como no b-side Revelations) e o ex-colega de cela de Pete na prisão de Pentoville "The General Santana" que gravou Pentonville e regularmente participa de shows da banda.

## Discografia

### Álbuns de estúdio
- Down in Albion (2005)
- Shotter's Nation (2007)
- Sequel To The Prequel (2013)

### Ao vivo
- Oh! What A Lovely Tour (2008)

### EPs
- Fuck Forever (2005)
- Albion (2005)
- The Blinding EP (2006)

### Singles
| Ano  | Single                                   | Melhores posições nas paradas | Melhores posições nas paradas | Melhores posições nas paradas | Melhores posições nas paradas | Álbum            |
| Ano  | Single                                   | UK                            | FRA                           | IRE                           | EUR 100                       | Álbum            |
| ---- | ---------------------------------------- | ----------------------------- | ----------------------------- | ----------------------------- | ----------------------------- | ---------------- |
| 2004 | "BabyShambles"                           | 32                            | —                             | —                             | —                             | Single sem álbum |
| 2004 | "Killamangiro"                           | 8                             | —                             | 40                            | —                             | Down in Albion   |
| 2005 | "Fuck Forever"                           | 4                             | —                             | 22                            | 17                            | Down in Albion   |
| 2005 | "Albion"                                 | 8                             | —                             | —                             | 34                            | Down in Albion   |
| 2006 | "Janie Jones" (Babyshambles and friends) | 17                            | —                             | 45                            | 60                            | Single sem álbum |
| 2007 | "Delivery"                               | 6                             | 84                            | 42                            | 21                            | Shotter's Nation |
| 2007 | "You Talk"                               | 54                            | —                             | —                             | —                             | Shotter's Nation |
| 2010 | "Side of the Road"[A]                    | —                             | —                             | —                             | —                             | Shotter's Nation |

### DVDs
- We Like To Boogaloo (2007) DVD bônus
- Up the Shambles - Live in Manchester (2007)
- Drew's Birthday: Live à L'Elysée Montmartre (2008) DVD bônus
- Oh! What A Lovely Tour (2008)

### Videoclipes
| Videoclipe                    | Diretor                     |
| ----------------------------- | --------------------------- |
| "Killamangiro"                | Douglas Hart                |
| "Fuck Forever"                | Jez Murrell                 |
| "Albion"                      | Roger Pomphrey              |
| "Janie Jones (Strummerville)" | Drew McConnell & Harry Holm |
| "The Blinding"                | Julien Temple               |
| "Love You But You're Green"   | Julien Temple               |
| "Delivery"                    | Douglas Hart                |
| "French Dog Blues"            | David Mullett               |
| "You Talk"                    | Douglas Hart                |